# Pander Society
La Pander Society, du nom de Christian Heinrich von Pander (1794-1865), un embryologiste zoologue et paléontologue germano-balte, est une société savante, fondée en 1967[Où ?], vouée à l'étude des conodontes. 

## Présidents
Les présidents de la société prennent le nom de Chief Panderer. Les Chief Panderers sont :
- Xulong Lai (2016-), Chine
- Maria Cristina Perri (2009-2016), Italie.
- Peter von Bitter (2004-2009), Canada.
- Richard J. Aldridge (1998-2004), Royaume Uni.
- Raymond L. Ethington (1990-1998), U.S.A.
- Carl B. Rexroad (1985-1990), U.S.A.
- Walter C. Sweet (1975-1985), U.S.A.
- John W. Huddle (1967-1975), U.S.A.

## Récompenses
La société décerne des récompenses, sous forme de médailles. 
La médaille de Pander est décernée à des personnes ayant contribué tout au long de leur vie professionnelle à l'avancement de la connaissance sur les conodontes.
La médaille de Hinde est décernée à des personnes ayant contribuer de façon significative à l'avancement de la connaissance sur les conodontes. Cette médaille est nommée en l'honneur de George Jennings Hinde (1839–1918), un géologue et paléontologue britannique.

### Lauréats de la médaille de Pander
- John W. Huddle (1975)
- Samuel P. Ellison, Jr. (1977)
- William M. Furnish (1977)
- Heinz Beckmann (1980)
- Walter C. Sweet (1985)
- Willi Ziegler (1988)
- Anita G. Harris (1991)
- Carl B. Rexroad (1992)
- Gilbert Klapper (1995)
- Maurits Lindström (1996)
- Ray L. Ethington (1998)
- Stig M. Bergström (2001)
- Klaus J. Müller (2003)
- Richard J. Aldridge (2006)
- Lennart Jeppsson (2006)
- Peter von Bitter (2009)
- Christopher Barnes (2009)
- Pierre Bultynck (2013)
- Anita Löfgren (2013)
- Charles A. Sandberg (2013)
- Walter Youngquist (2013)
- David L. Clark (2014)
- Peter Carls (2017)
- Viktor Maslov & Olga Artyushkova (2017)
- Mike Orchard (2017)
- Chengyuan Wang (2017)
- Hans-Peter Schönalaub (2019)

### Lauréats de la médaille de Hinde
- Mark A. Purnell (2006)
- Sachiko Agematsu (2009)
- Maria Giovanna Corriga (2014)
- Carlos Martínez-Pérez （2018)